# V743 Cassiopeiae
Désignations
V743 Cassiopeiae (en abrégé V743 Cas), également désignée HD 1613, est une supergéante rouge de septième magnitude située dans la constellation de Cassiopée. Elle se situe dans l'est de la constellation et elle est membre du bras de Persée. D'après la mesure de sa parallaxe annuelle par le satellite Gaia, l'étoile est située à environ 1 156 pc (∼3 770 al) de la Terre. Elle s'en rapproche à une vitesse radiale héliocentrique de −30 km/s.

## Caractéristiques
V743 Cassiopeiae est une supergéante rouge de type spectral M1Iab. C'est une variable semi-régulière de type SRc, dont la magnitude apparente varie autour de 6,95. Dans le système photométrique d'Hipparcos, elle a été observée varier avec une amplitude de 0,1 magnitude. Le rayon de l'étoile est estimé être 247 fois plus grand que le rayon solaire. Elle est approximativement 11 000 fois plus lumineuse que le Soleil et sa température de surface est d'environ 3 750 degrés Kelvin.